# Église Notre-Dame-du-Travail de Paris
Pour les articles homonymes, voir Église Notre-Dame-du-Travail.
L'église catholique Notre-Dame-du-Travail est une église classée monument historique depuis 2016, construite par l’abbé Roger Soulange-Bodin, située au numéro 59, rue Vercingétorix dans le 14e arrondissement de Paris.
Construite en remplacement d'une église du quartier de Plaisance devenue trop petite, achevée en avril 1902 par l'architecte Jules-Godefroy Astruc (1862-1955), elle est remarquable par l'utilisation d'une armature métallique innovante et d'une charpente en poutrelles apparentes. Sa cloche a été rapportée de Sébastopol à la suite de la prise de la ville (1855) pendant la guerre de Crimée.

## Histoire
Bâtie pour les très nombreux ouvriers logeant dans le 14e arrondissement qui avaient la charge de monter les expositions universelles de Paris du début du XXe siècle, elle rend hommage à la condition ouvrière et aux sens que donne le mot « travail ». L'abbé Soulange-Bodin est à l'initiative du projet et de la collecte de fonds pour la construction de l'église dès 1897. Son projet est de créer un lieu de recueillement et d'union des travailleurs du quartier et qu'elle soit prête à accueillir ceux qui viendront à l'occasion de l'Exposition universelle de 1900. 
« Pourquoi une église ? Pour unir sur le terrain de la religion les travailleurs de toutes les classes. Pourquoi à Paris ? Parce que Paris est considéré à juste titre comme le centre du travail et de l’industrie. Pourquoi dans le quartier de Plaisance ? Parce que c’est un faubourg composé uniquement de travailleurs, qui n’a pas encore d’église pour ses 35 000 habitants, mais qui est admirablement préparé à en recevoir par un ensemble remarquable d’œuvres religieuses et sociales. Pour quand ? Pour 1900. Il faut qu’en venant à l’Exposition universelle, les travailleurs des deux mondes puissent venir prier dans le sanctuaire de la Vierge du Travail. Il faut qu’en 1900, tandis que s’ouvrira le Palais des produits du travail, s’ouvre pour les producteurs du travail un grand Sanctuaire d’union et de concorde » (apparaît dans les appels à souscription dont l'un de 100 000 exemplaires conservé aux archives de l'archevêché de Paris). 

Extérieur
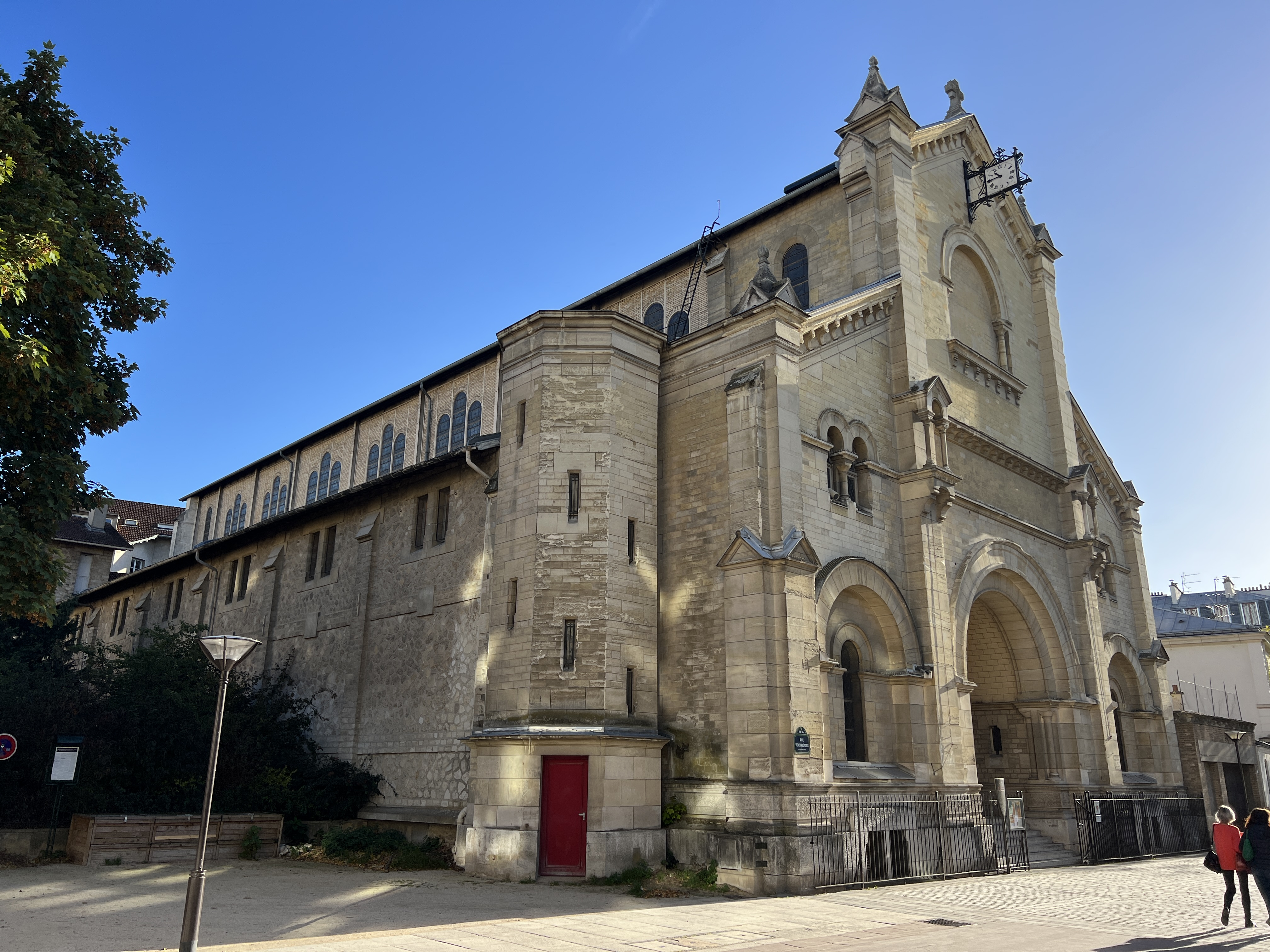
Vue générale.
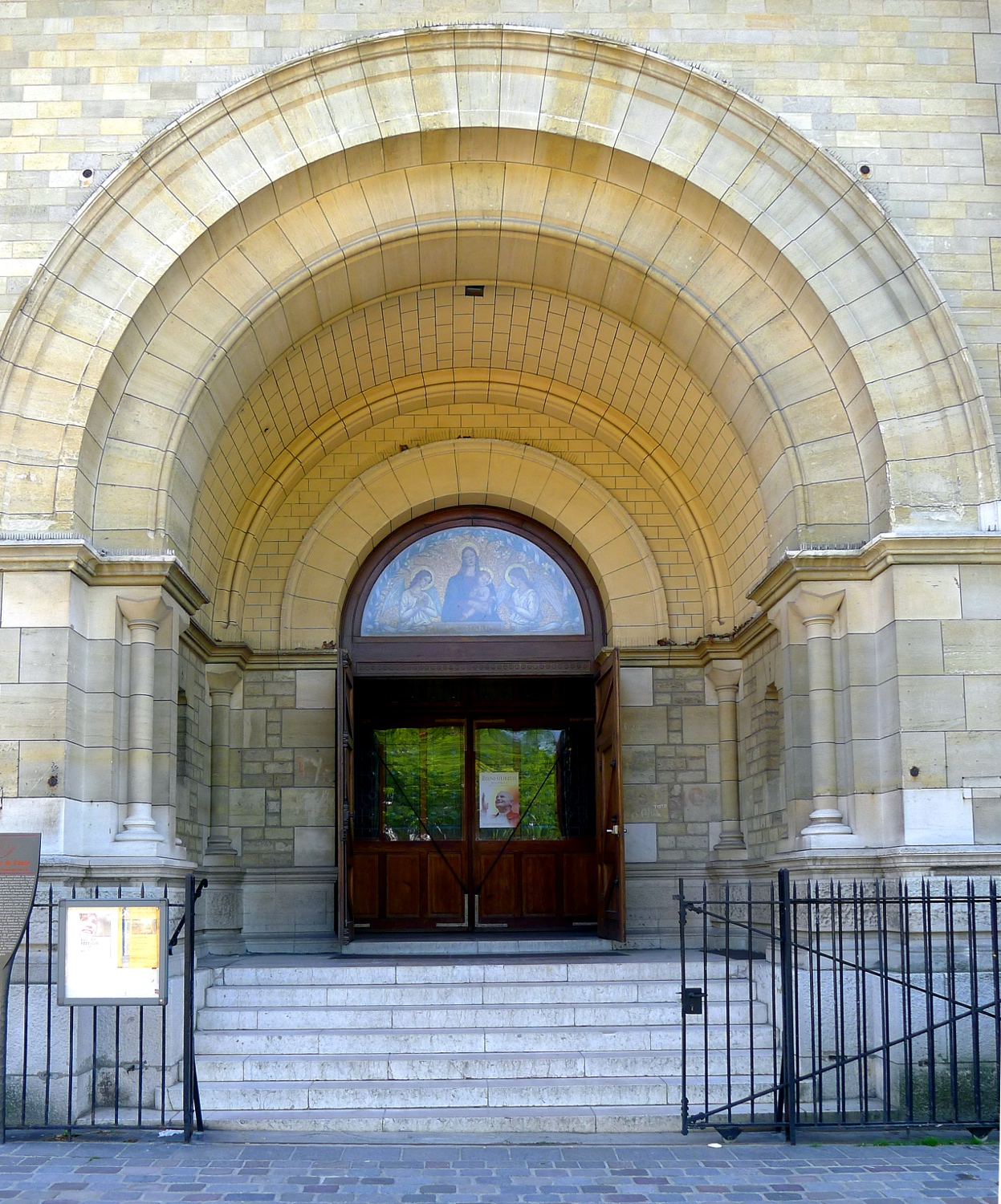
Le portail.
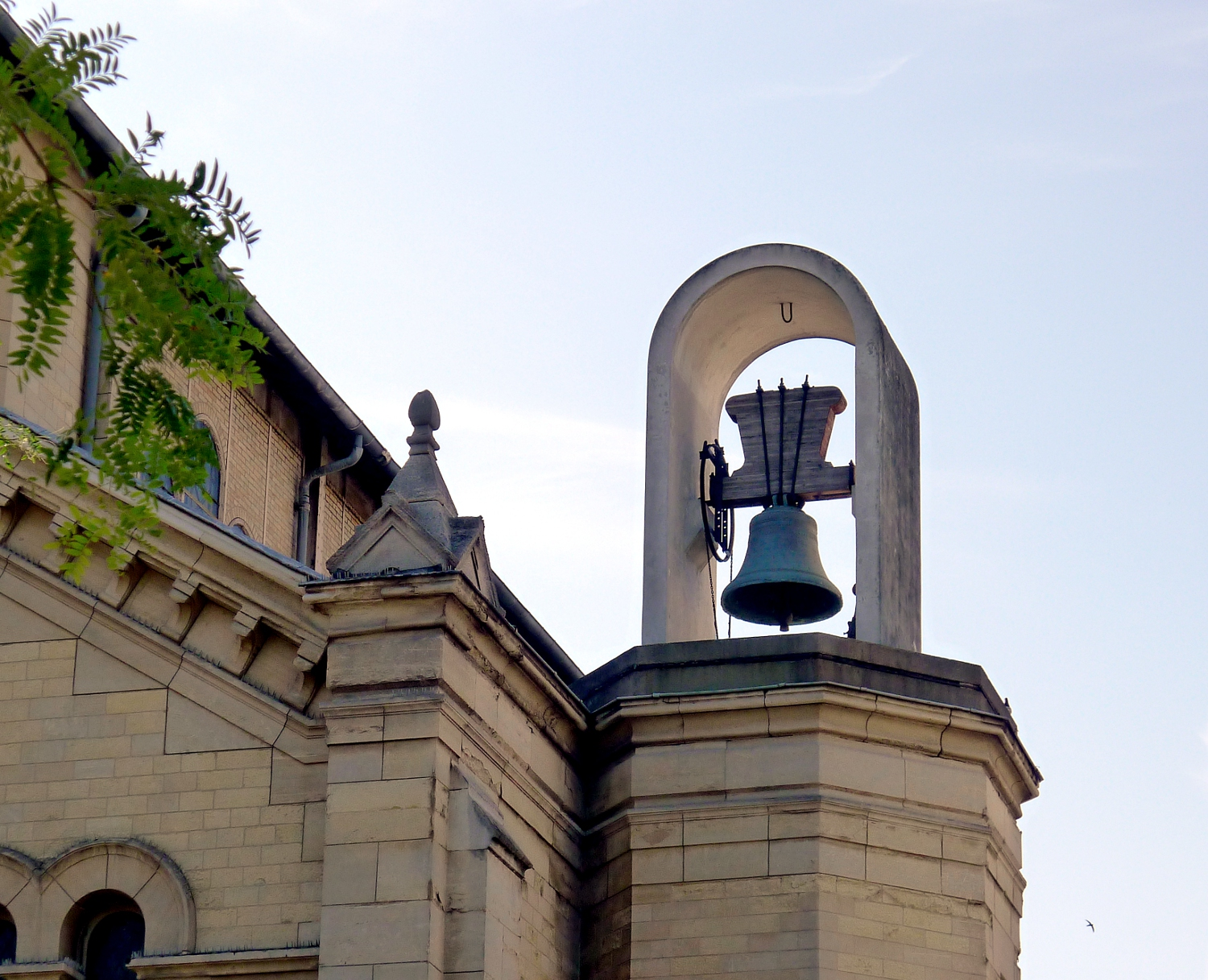
Le clocheton.

Le 15 juillet 1976, deux arrêtés protègent l'église au titre des monuments historiques : un classement pour l'intérieur de l'église et une inscription pour les façades et toitures. Ceux-ci sont abrogés par l'arrêté portant classement de la totalité de l'église le 5 juillet 2016.
En juillet 2024, l'église est vandalisée : une statue de la Vierge est poignardée à la gorge, l’orgue est endommagé, des graffitis antichrétiens sont rédigés. L’édifice a également échappé à une tentative d'incendie.

### Liste des curés
- Abbé Jean-Baptiste Roger Soulange-Bodin (1896 - 1910)
- Abbé Emmanuel Chaptal (1910 - 1922)
- Abbé Philippe Buret (1922 - 1944)
- Abbé René Bernard (1944 - 1958)
- Abbé Georges Widemann (1958 - 1967)
- Abbé Bernard Claret (1967 - 1973)
- Abbé Paul Ryckebush (1973 - 1981)
- Abbés Pierre Chaveton et Hubert Salmon-Legagneur (curés in solidum) (1982 - 1983)
- Abbé Alain Maillard de La Morandais (1984 - 1992)
- Abbé Philippe Simon-Barboux (1992 - 1998)
- Abbé Bertrand Bousquet (1998 - 2007)
- Abbé François Potez (2007 - 2019)
- Abbé Gabriel Würz (depuis 2019)[5]

## Conception

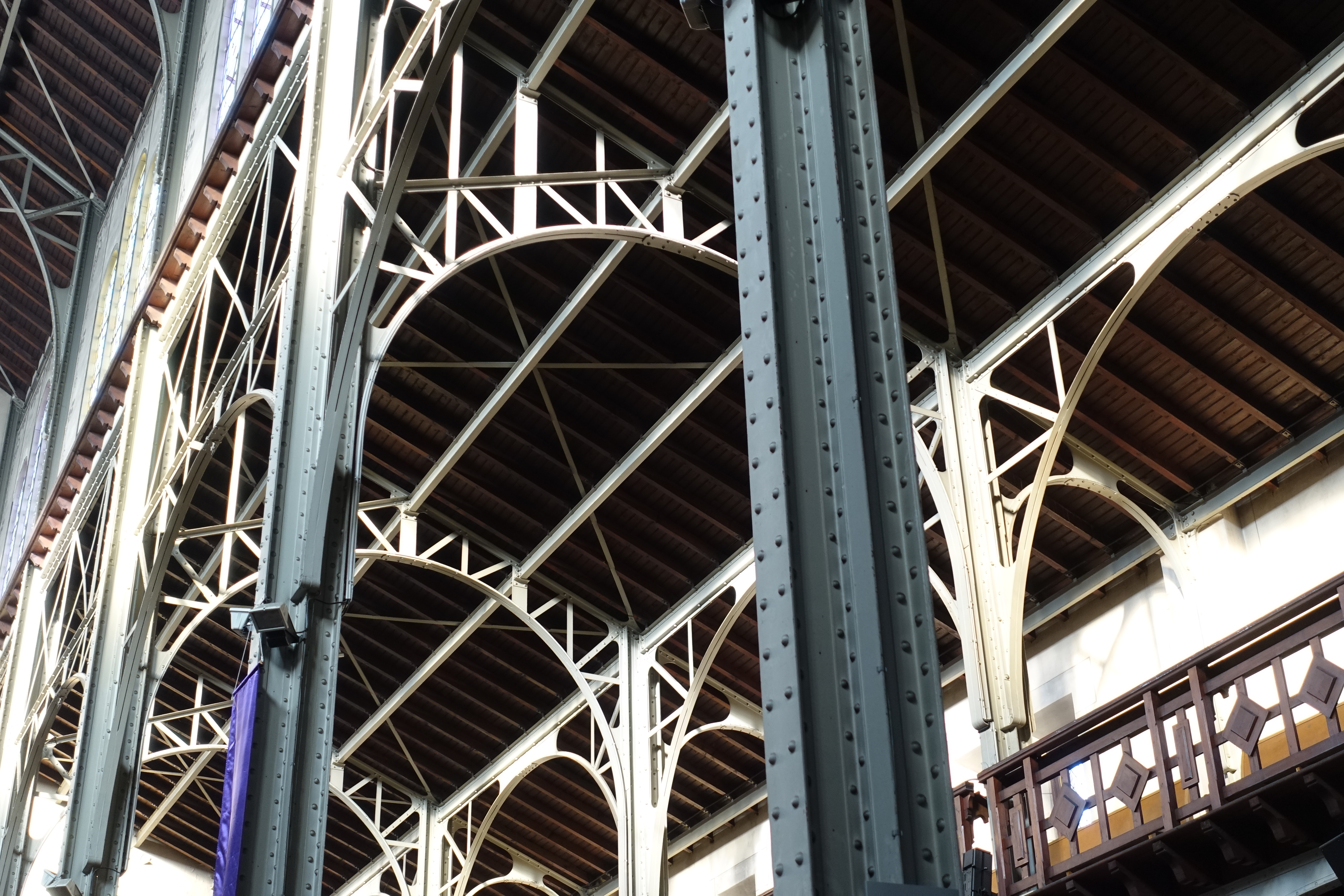
Détail de la structure métallique.

La principale innovation du projet de Jules-Godefroy Astruc est la structure en métal de son ossature, qui joue, à l'intérieur, le rôle des arcs et des colonnes traditionnels. Cette structure, qui apparaît à l'époque et pour la première fois à l'intérieur d'une église, sans être cachée, est inspirée de l'exemple de la tour Eiffel, achevée en 1889. Jules Astruc a aussi été l'élève de Victor Laloux, architecte de la gare d'Orsay en 1900, connu pour son utilisation des structures métalliques. Même si les fermes métalliques étaient tout à fait appropriées pour l'intérieur d'une gare, c'était original dans une église catholique. À cette époque, le fer était utilisé uniquement dans de grandes constructions ouvertes, comme des gares ou des usines. Les fermes métalliques permettent de recouvrir de grands espaces en n'utilisant qu'un petit nombre de supports.
Le choix de cette structure métallique, qui n'apparaît pas dans le projet initial en 1897, provient de son coût moins élevé qu'une construction traditionnelle. Pour favoriser une ambiance contemplative dans cette architecture industrielle, les chapelles latérales ont été décorées de grandes peintures murales de style art nouveau.
La structure métallique est une réutilisation d'éléments de charpente du palais de l'Industrie, construit pour l'Exposition universelle de 1855.
La façade de l'église ne permet pas au visiteur de se douter du style fonctionnel et constructiviste de l'intérieur. Elle est en effet réalisée comme une église classique de style roman, en pierre de taille traditionnelle.

Intérieur
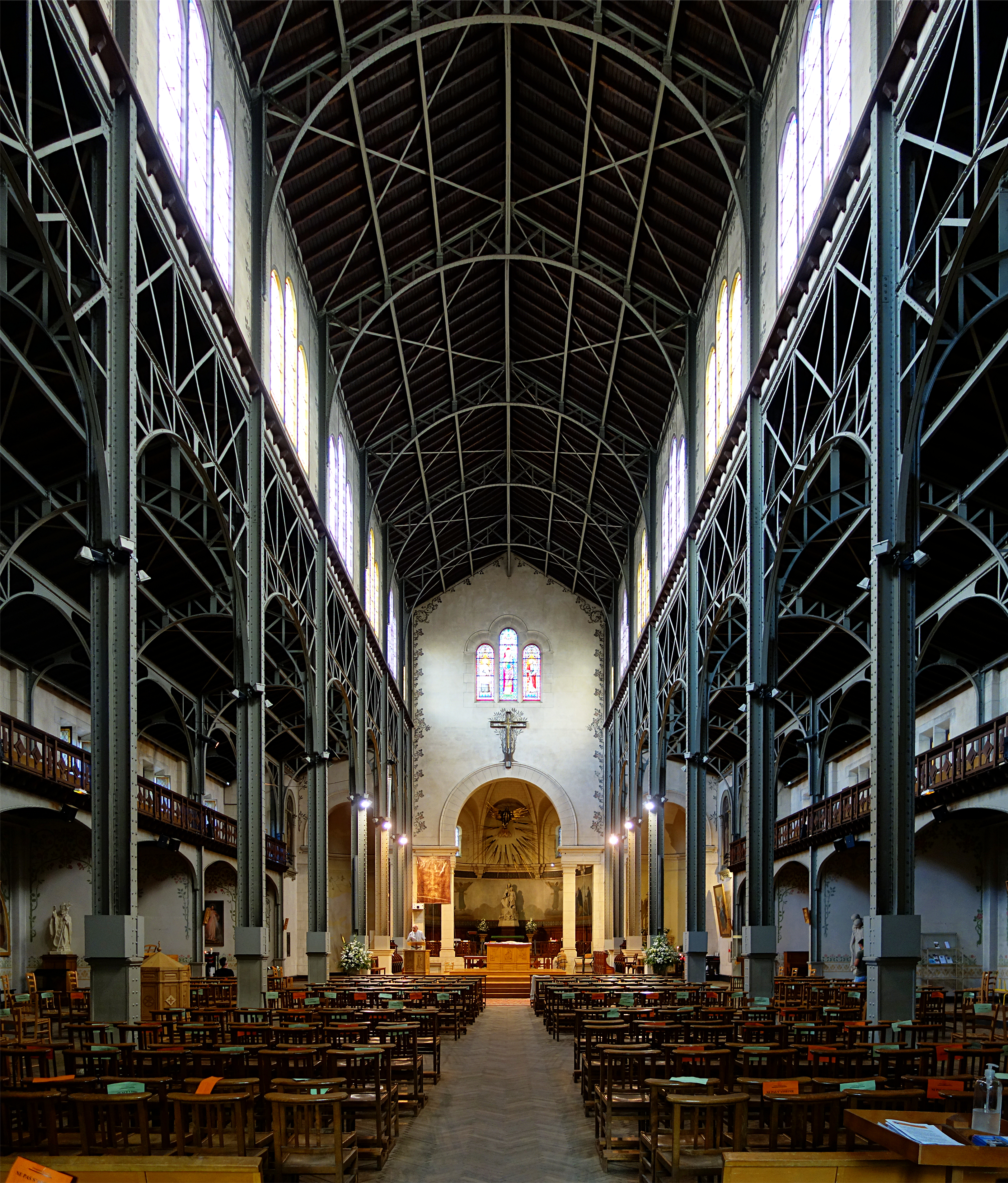
Vue générale de la nef avec ses structures métalliques.
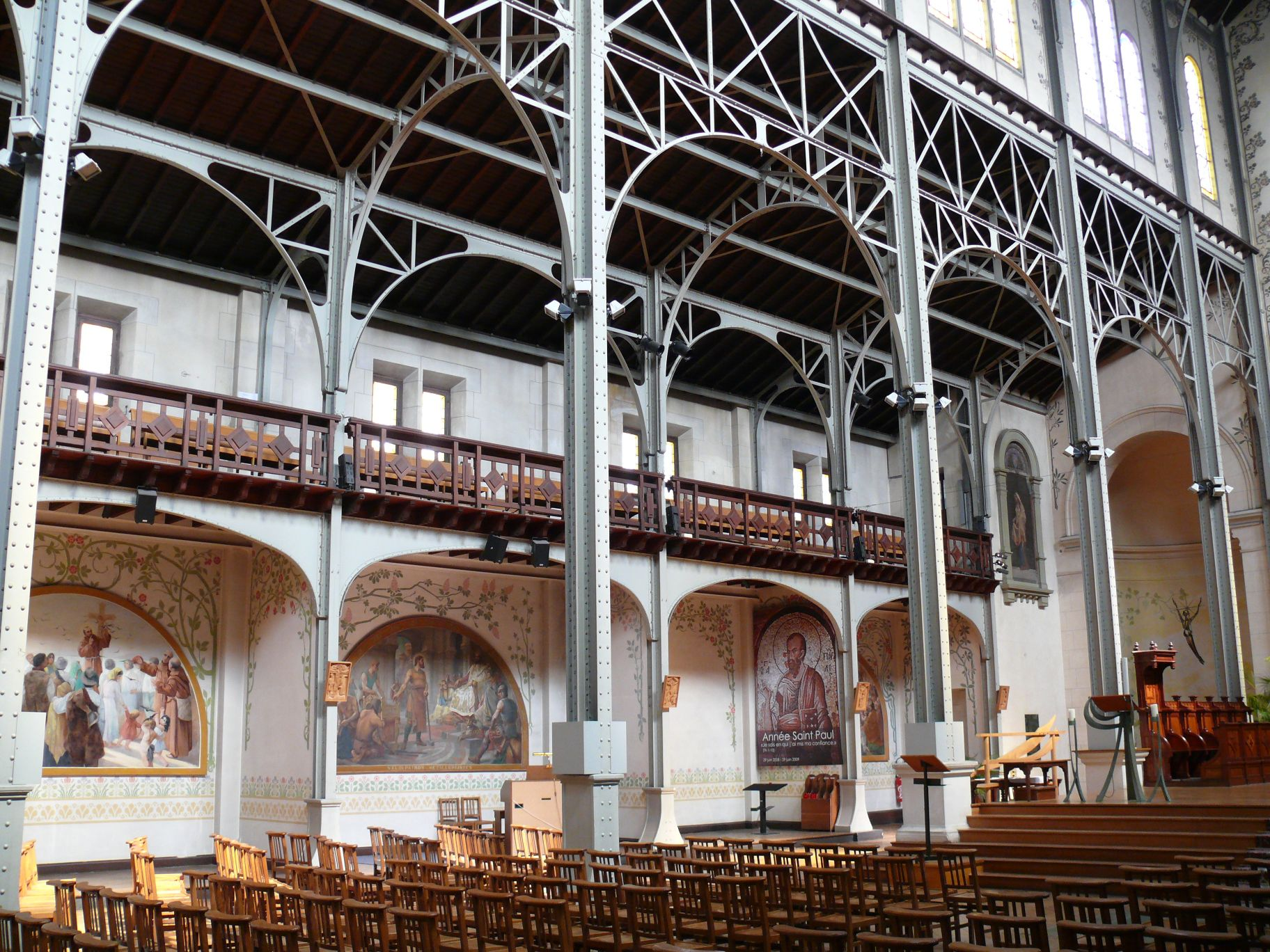
Détail des structures métalliques.
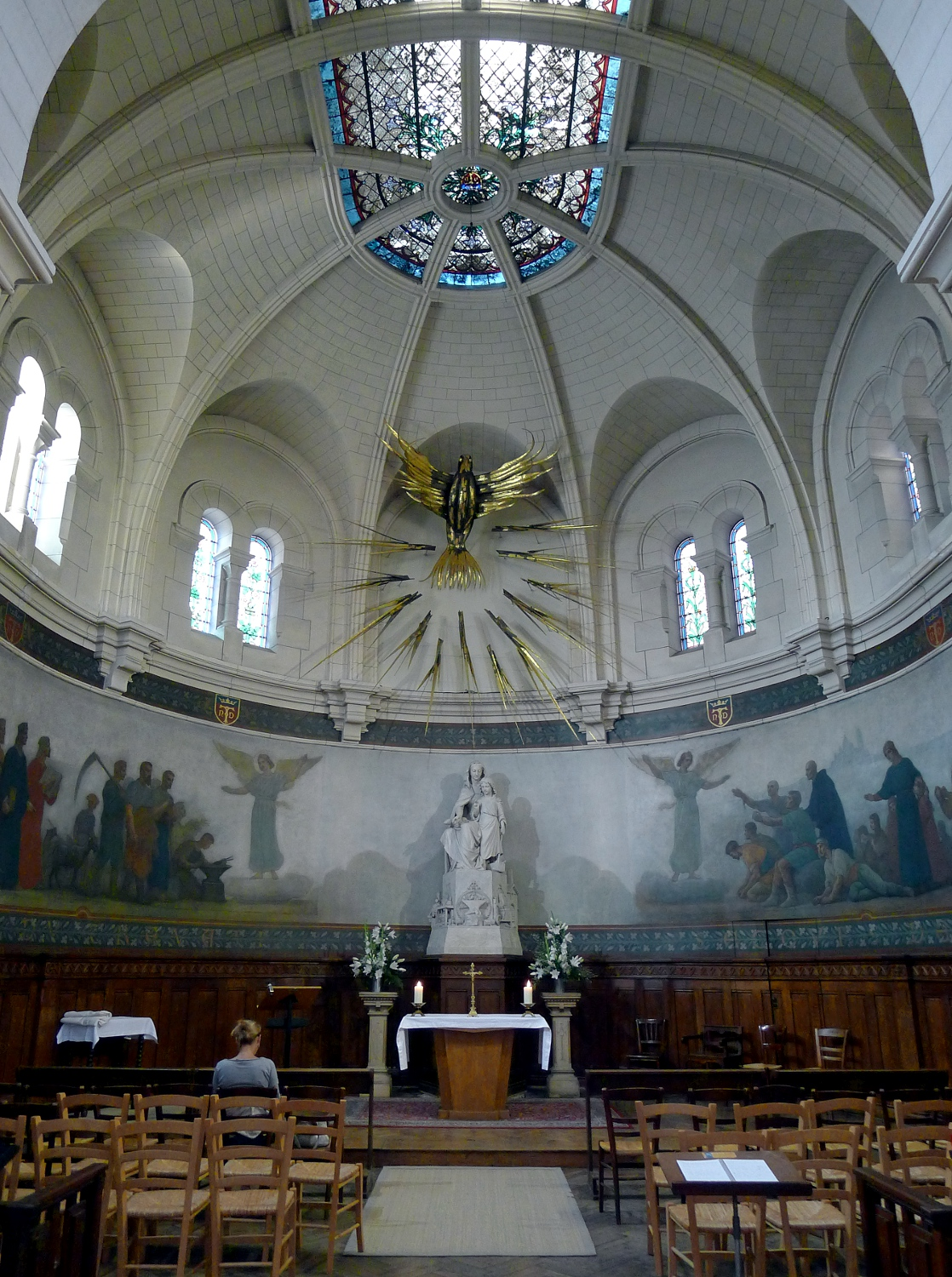
Chapelle de la Vierge.

## Description

### Orgue

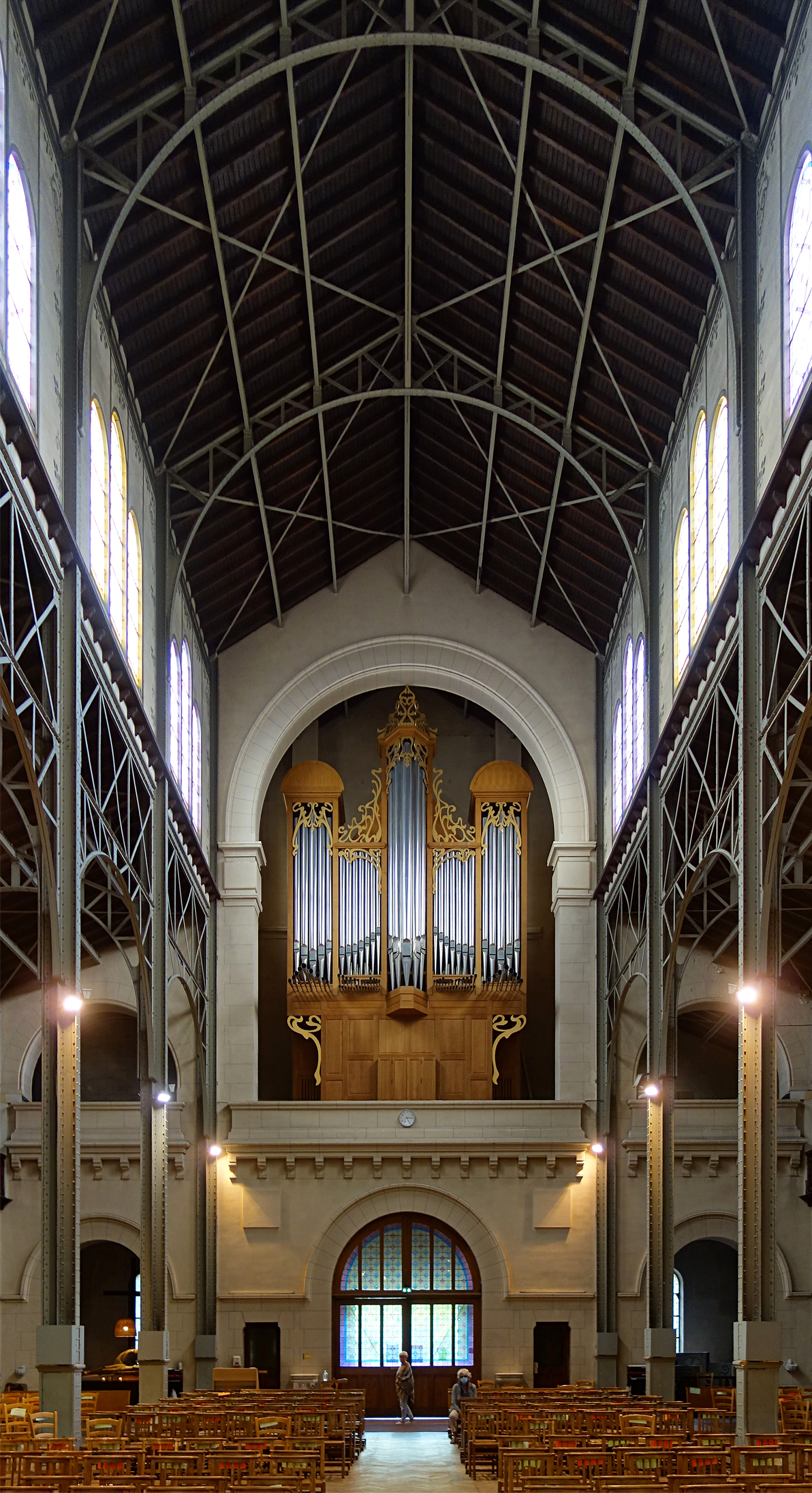
Entrée de la nef vue du chœur et
l'orgue installé au dessus de l'entrée.

L'orgue a été construit par la manufacture Haerpfer en 1991. Il a la particularité de disposer de deux consoles, de compositions différentes : une console de tribune  et une console mobile, initialement dans la nef :
- La console de tribune possède deux claviers et un pédalier, avec transmission mécanique des notes et de la boîte expressive ;
- La console mobile, actuellement sur une tribune latérale, à trois claviers et pédalier avec transmission électrique Multiplex : elle commande les mêmes jeux plus d'autres qui lui sont spécifiques.

Console de tribune : composition
| Grand-Orgue 61 notes    |
| Montre 16'              |
| Montre 8'               |
| Bourdon 8'              |
| Flûte harmonique 8'     |
| Prestant 4'             |
| Flûte 4'                |
| Doublette 2'            |
| Cornet V                |
| Grande fourniture II-VI |
| Plein-Jeu IV            |
| Bombarde 16'            |
| Trompette 8'            |

| Récit expressif 61 notes |
| Viole de gambe 8'        |
| Voix céleste 8'          |
| Carillon III             |
| Plein-Jeu V              |
| Cor de nuit 8'           |
| Principal 4'             |
| Flûte octaviante 4'      |
| Octavin 2'               |
| Piccolo 1'               |
| Basson 16'               |
| Trompette 5'             |
| Hautbois 8'              |
| Voix humaine 8'          |
| Clairon 4'               |

| Pédale 32 notes |
| Flûte 16'       |
| Soubasse 16'    |
| Flûte 8'        |
| Bourdon 8'      |
| Flûte 4'        |
| Bombarde 16'    |
| Trompette 8'    |
| Clairon 4'      |

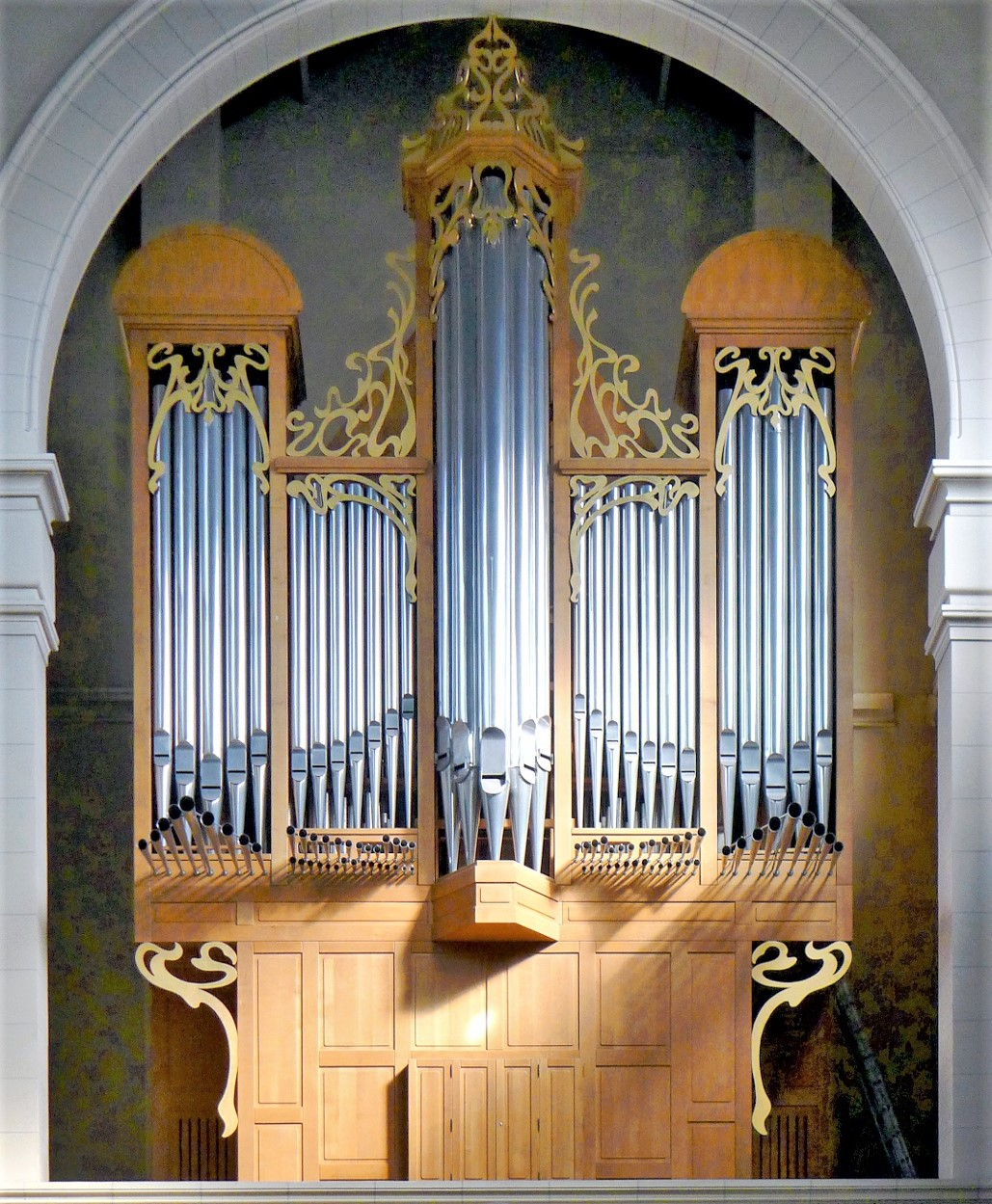
L'orgue de tribune.

Console de nef mobile : Idem plus chamades
Les jeux du positif et les 32' ont été prévus pour une seconde tranche de construction qui n'a jamais été réalisée. 
| Grand-Chœur 61 notes |
| Chamade 16'          |
| Chamade 8'           |
| Chamade 4'           |

| Positif expressif 61 notes |
| Bourdon 16'                |
| Principal 8'               |
| Salicional 8'              |
| Unda maris 8'              |
| Bourdon 8'                 |
| Octave 4'                  |
| Flûte douce 4'             |
| Nasard 2' 2/3              |
| Flageolet 2'               |
| Tierce 1' 3/5              |
| Larigot 1' 1/3             |
| Septième 1' 1/7            |
| Cymbale V                  |
| Clarinette 16'             |
| Trompette 8'               |
| Cromorne 8'                |

| Pédale 32 notes     |
| Soubasse 32'        |
| Contre-bombarde 32' |

### Chapelle Notre-Dame-du-Travail
Cette chapelle située dans l'abside présente la Vierge assise sculptée par Joseph Lefèvre, accompagnée de Jésus en âge de travailler et entourée de symboles de métiers. Sur le mur, une toile marouflée de Félix Villé dépeint à gauche une procession de travailleurs et à droite des miséreux demandant l'aumône.

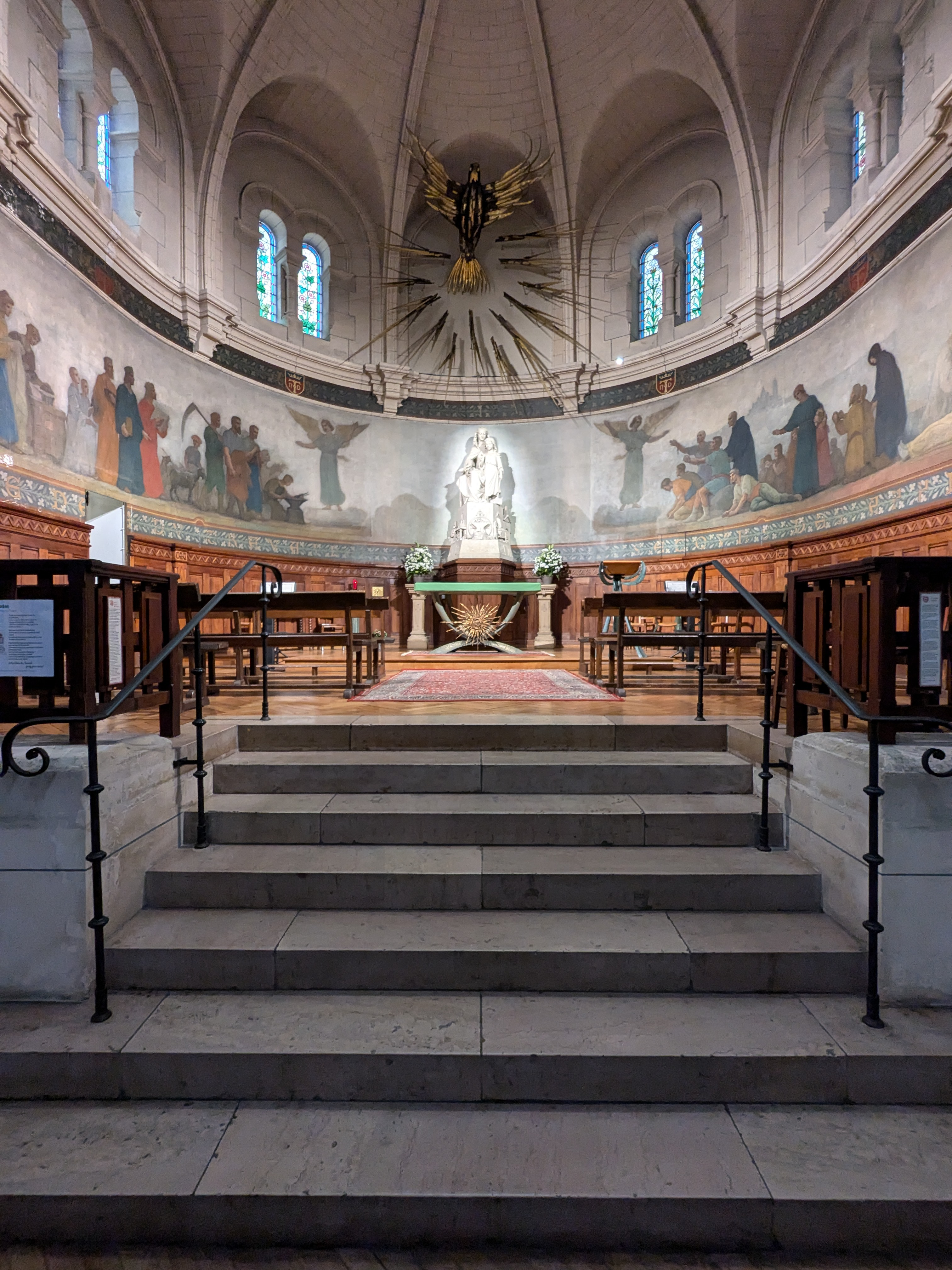
Chapelle
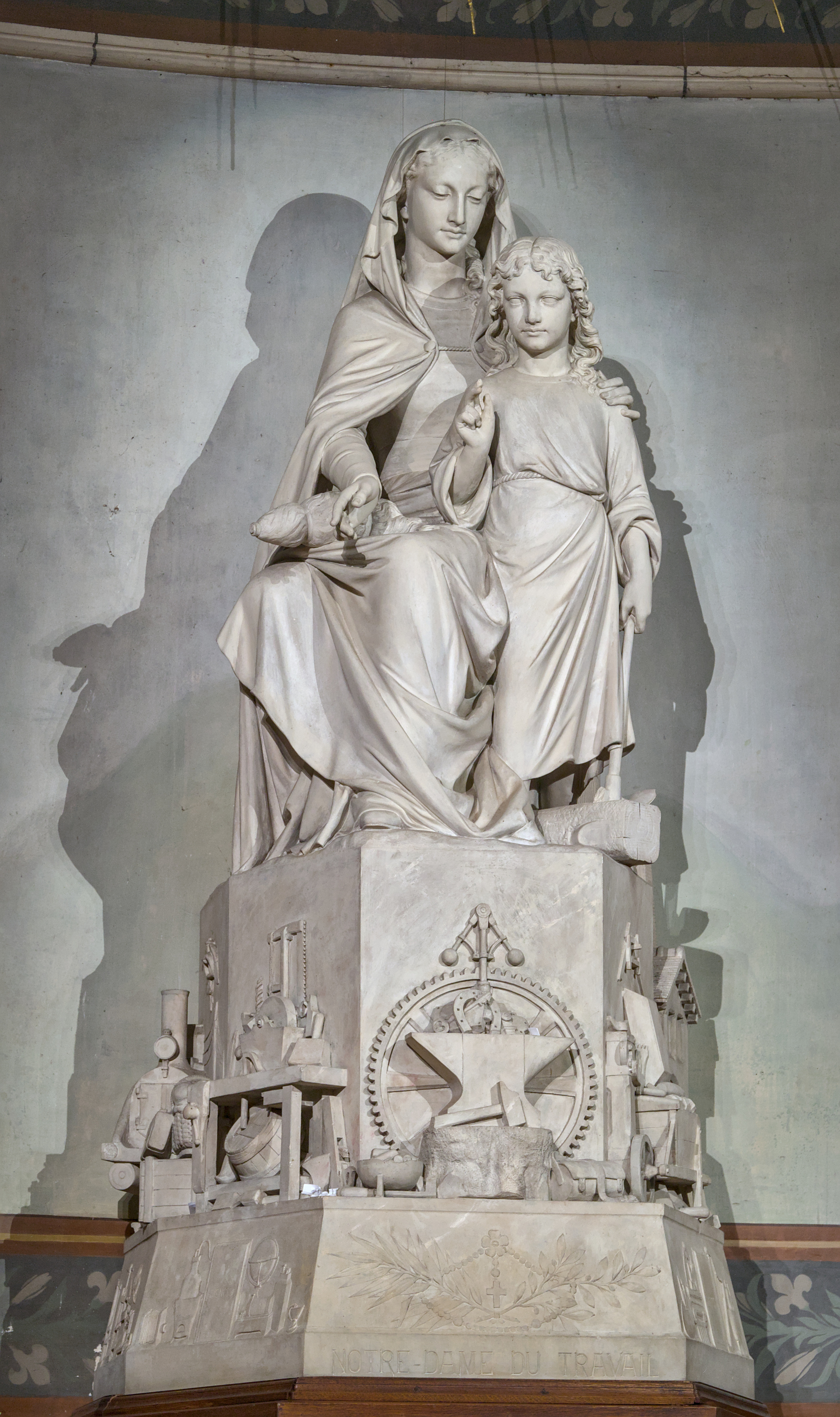
Vierge et Jésus

### Chemin de croix
Installé en 1994, le Chemin de croix est l’œuvre de la sculptrice Christine Audin sur une commande en 1991 du curé Alain Maillard de la Morandais. Il a la particularité de ne pas disposer de numéro. Composé d'un ensemble de quatorze sculptures de bois en bas-relief  monoxyle, chacune formant un panneau rectangulaire au bord en saillie plate perpendiculaire au fond du bas-relief, il fait le tour de l'intérieur du bâtiment, l'ordre du chemin de croix est donné par le nombre de personnages dont le nombre décroît à chaque station. Ainsi, à la première station, quatorze personnages sont présents, et à la dernière, seul Jésus est présent.

Chemin de croix à l'intérieur
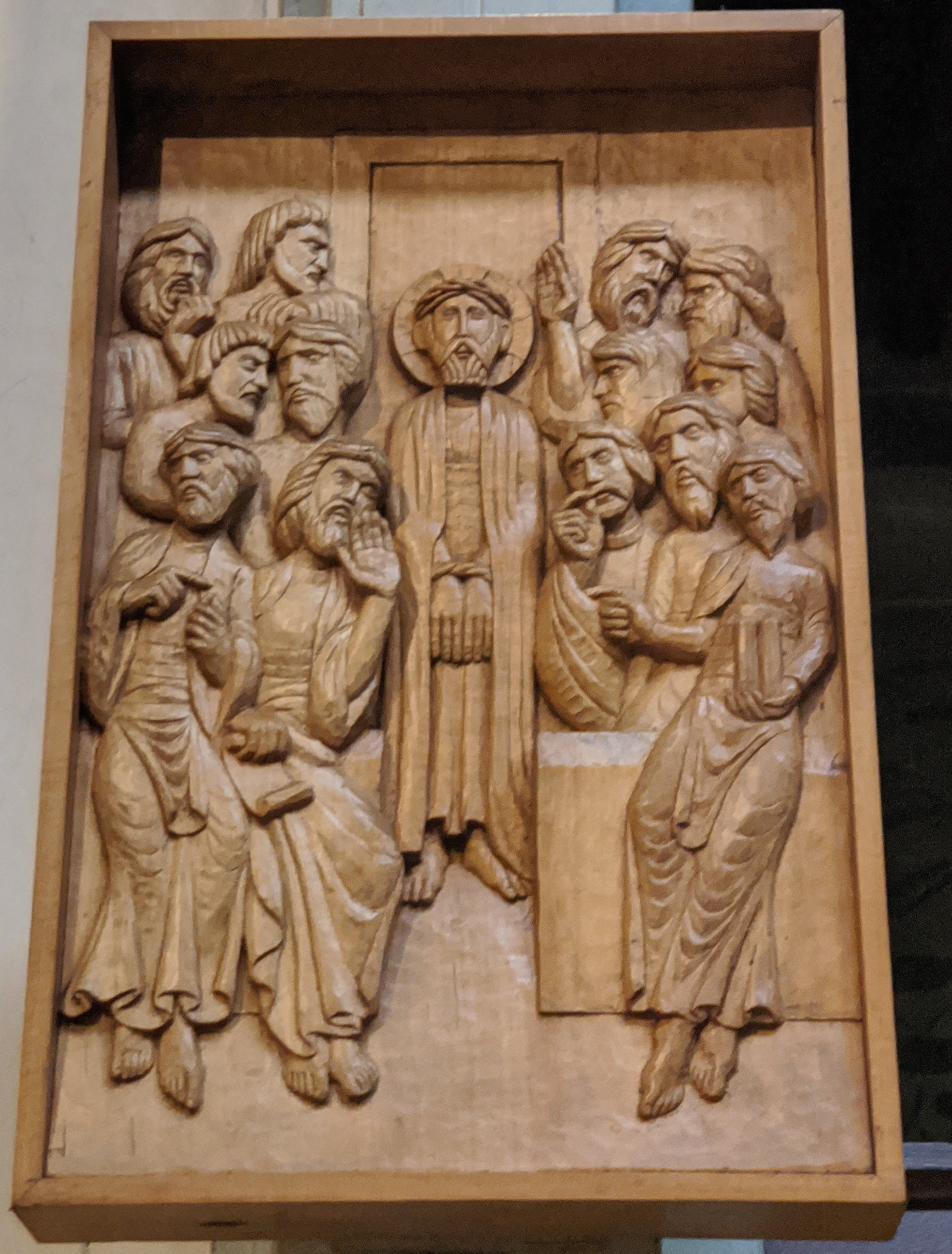
Première station.
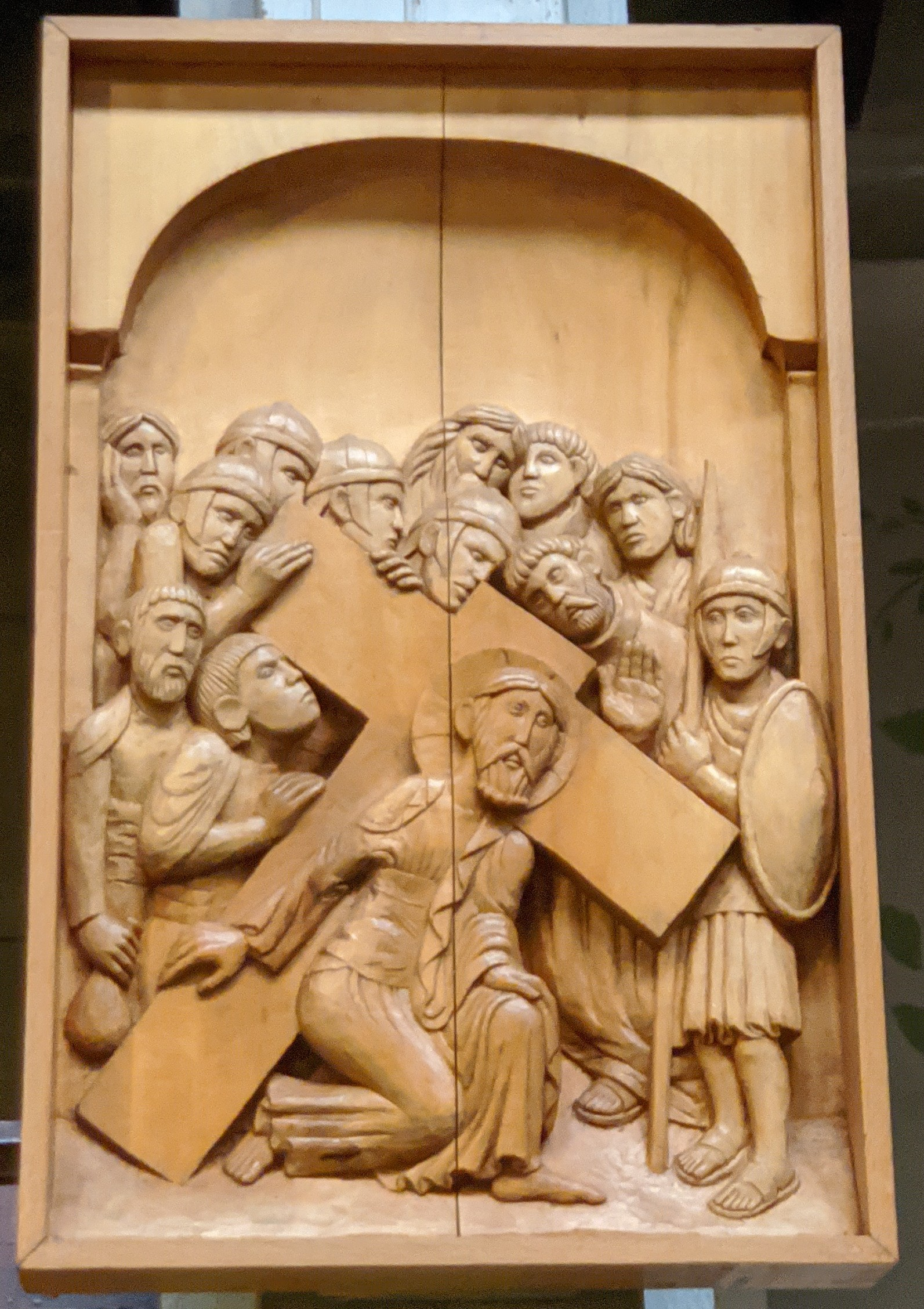
Deuxième station.
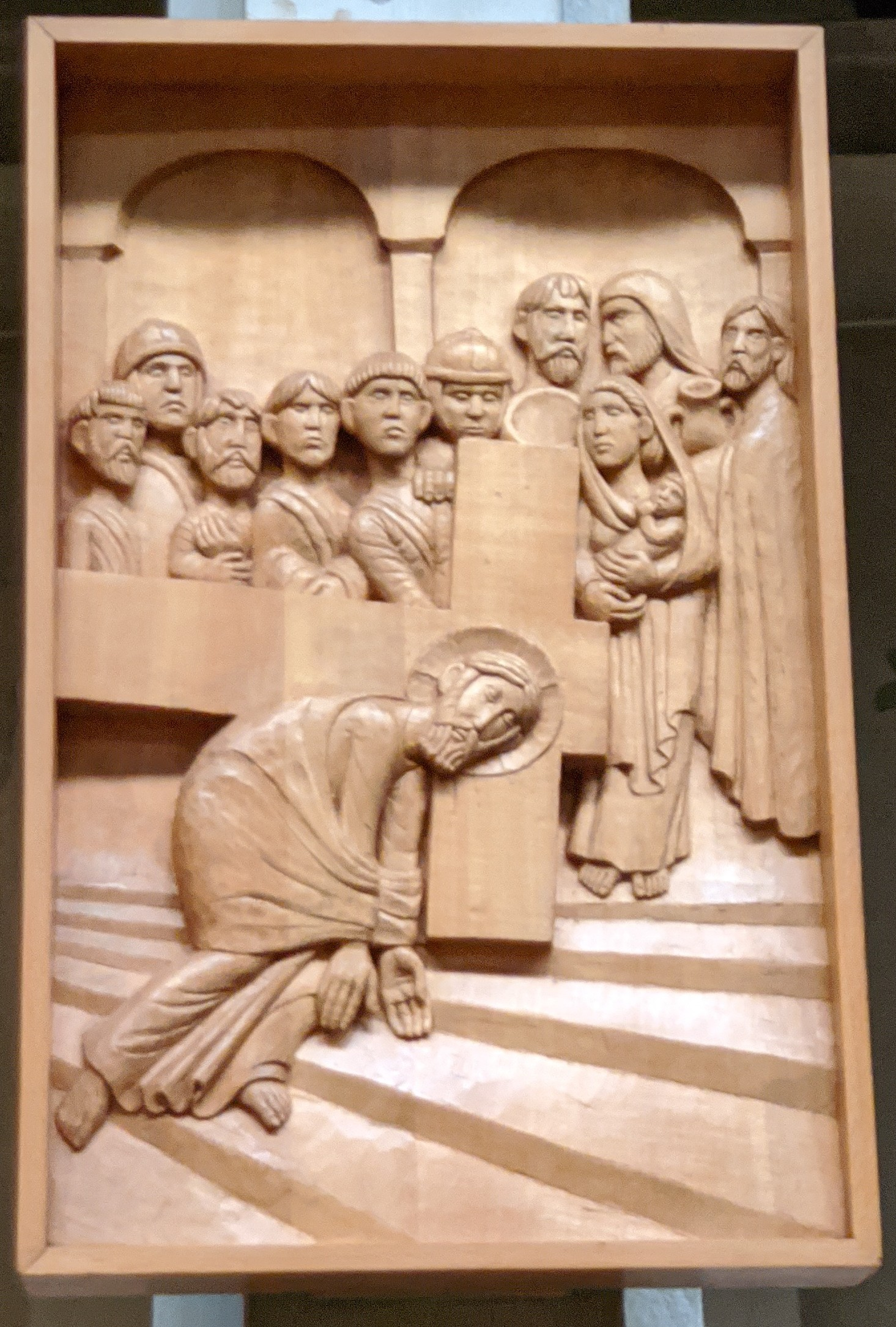
Troisième station.
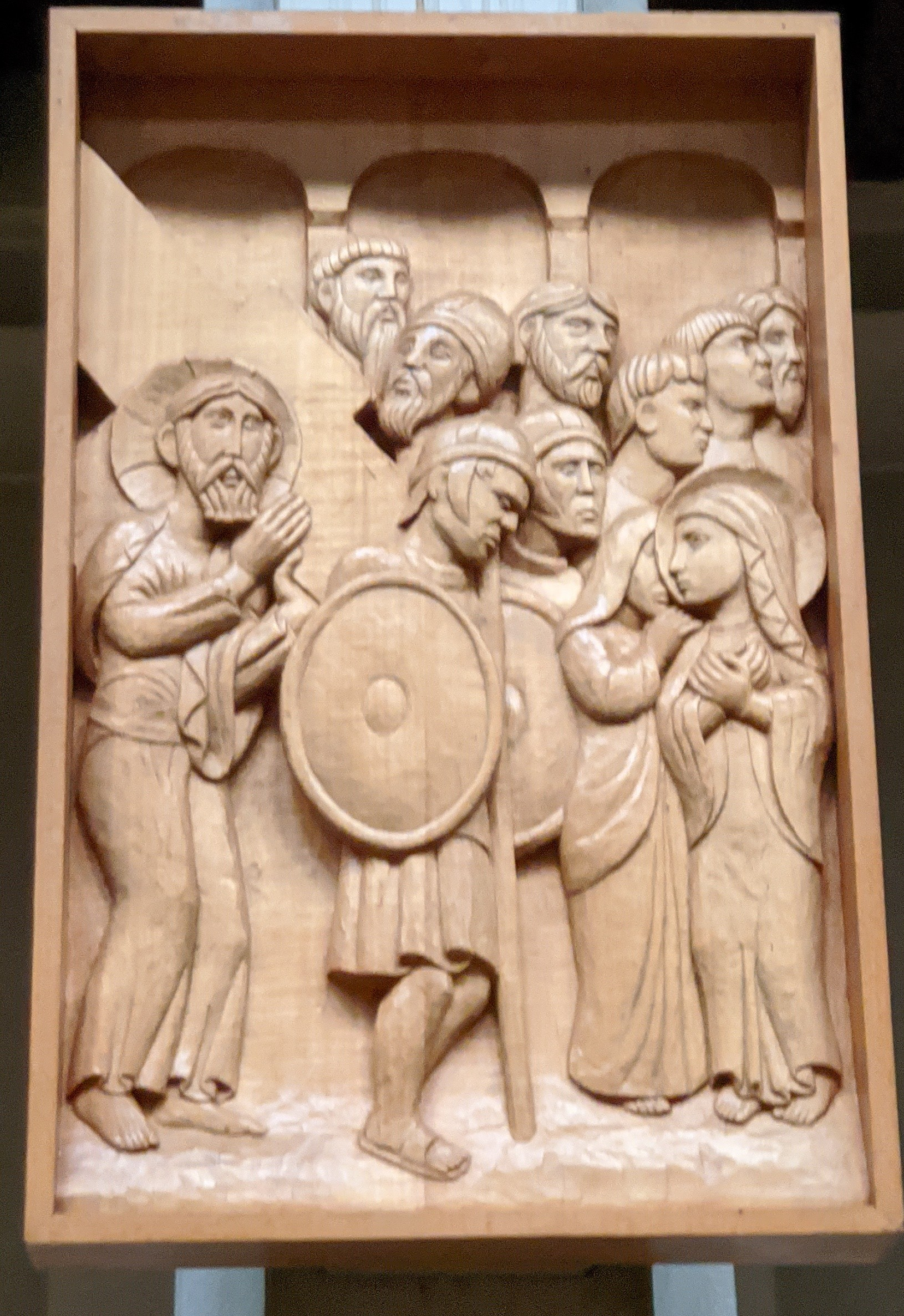
Quatrième station.
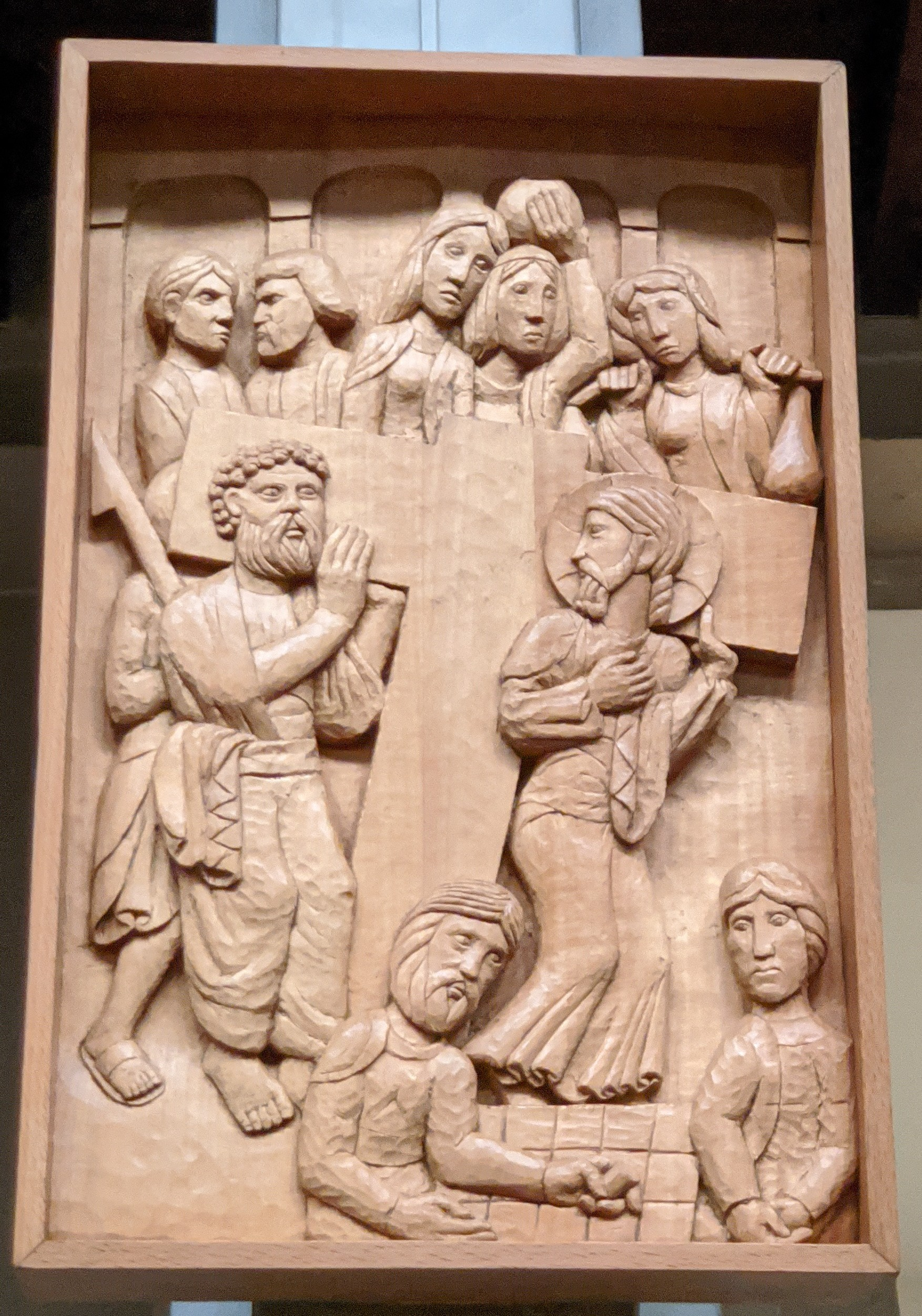
Cinquième station.
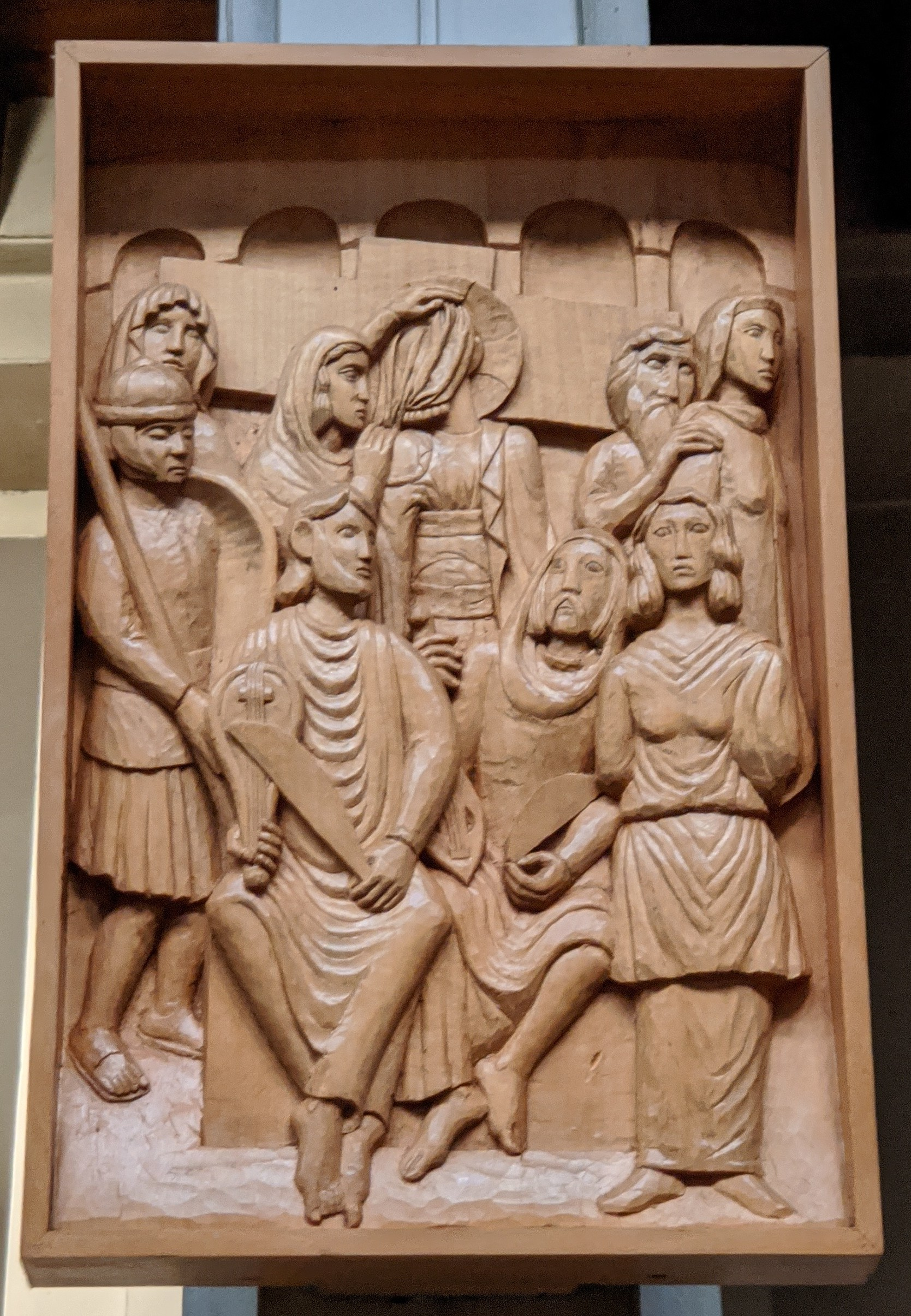
Sixième station.
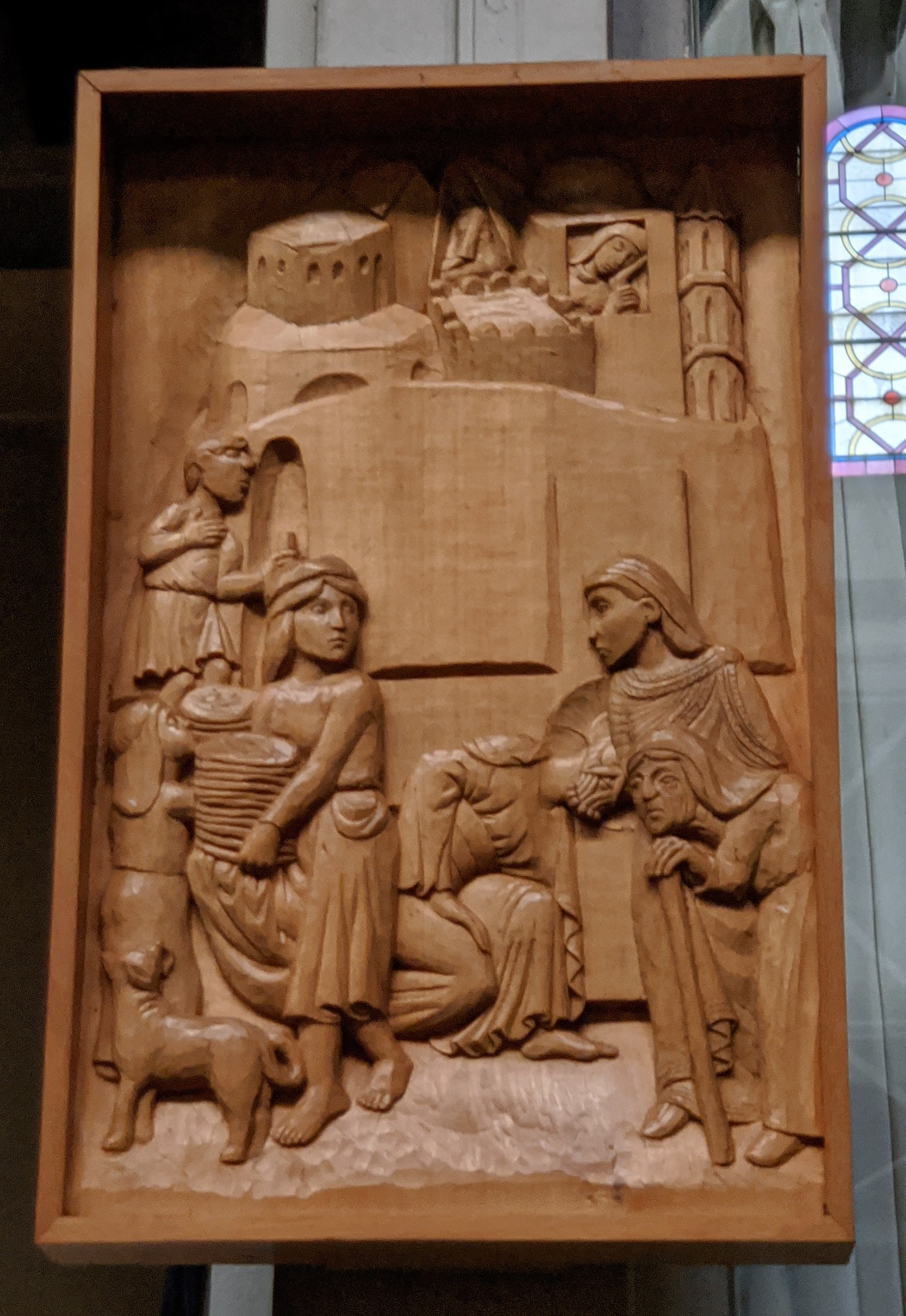
Septième station.

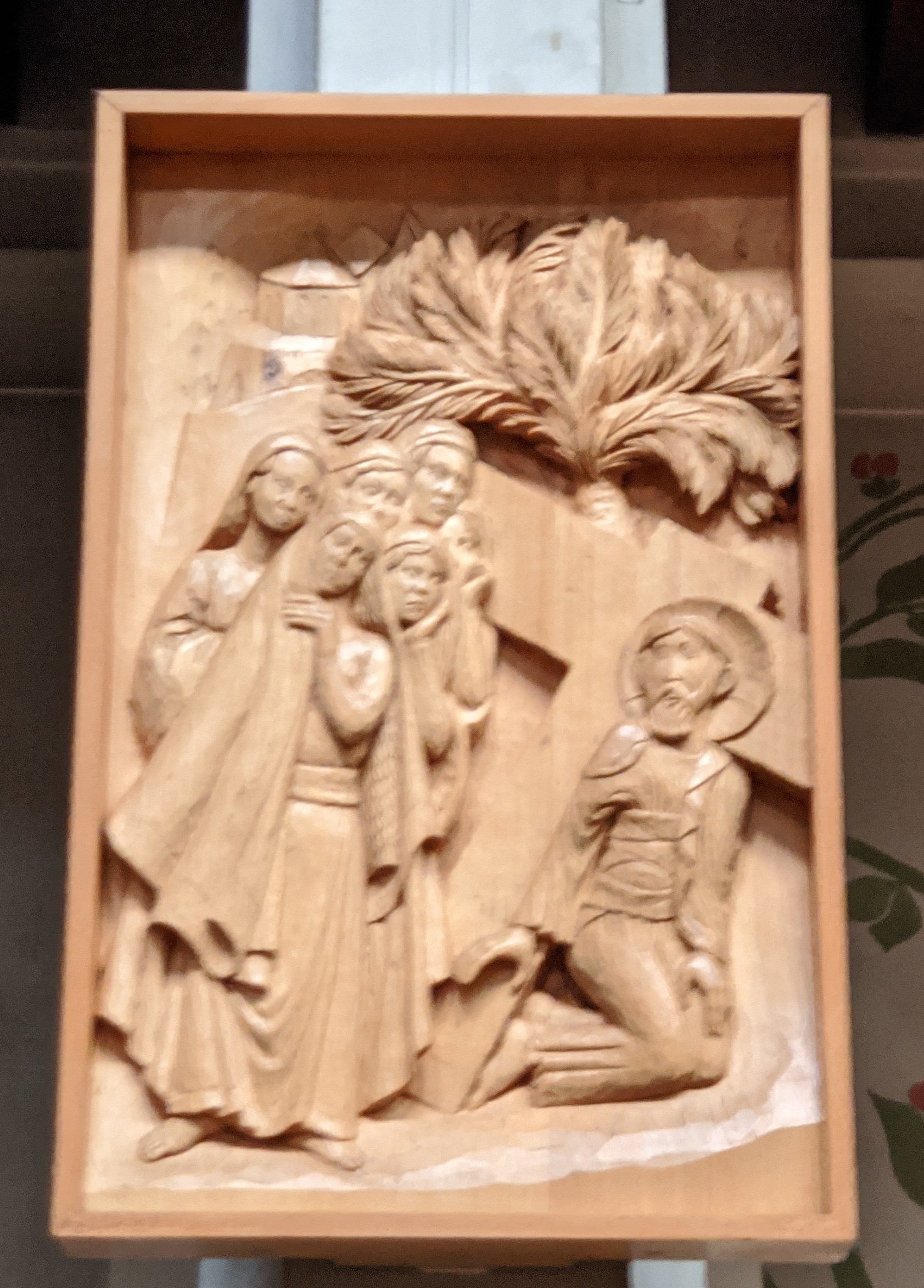
Huitième station.
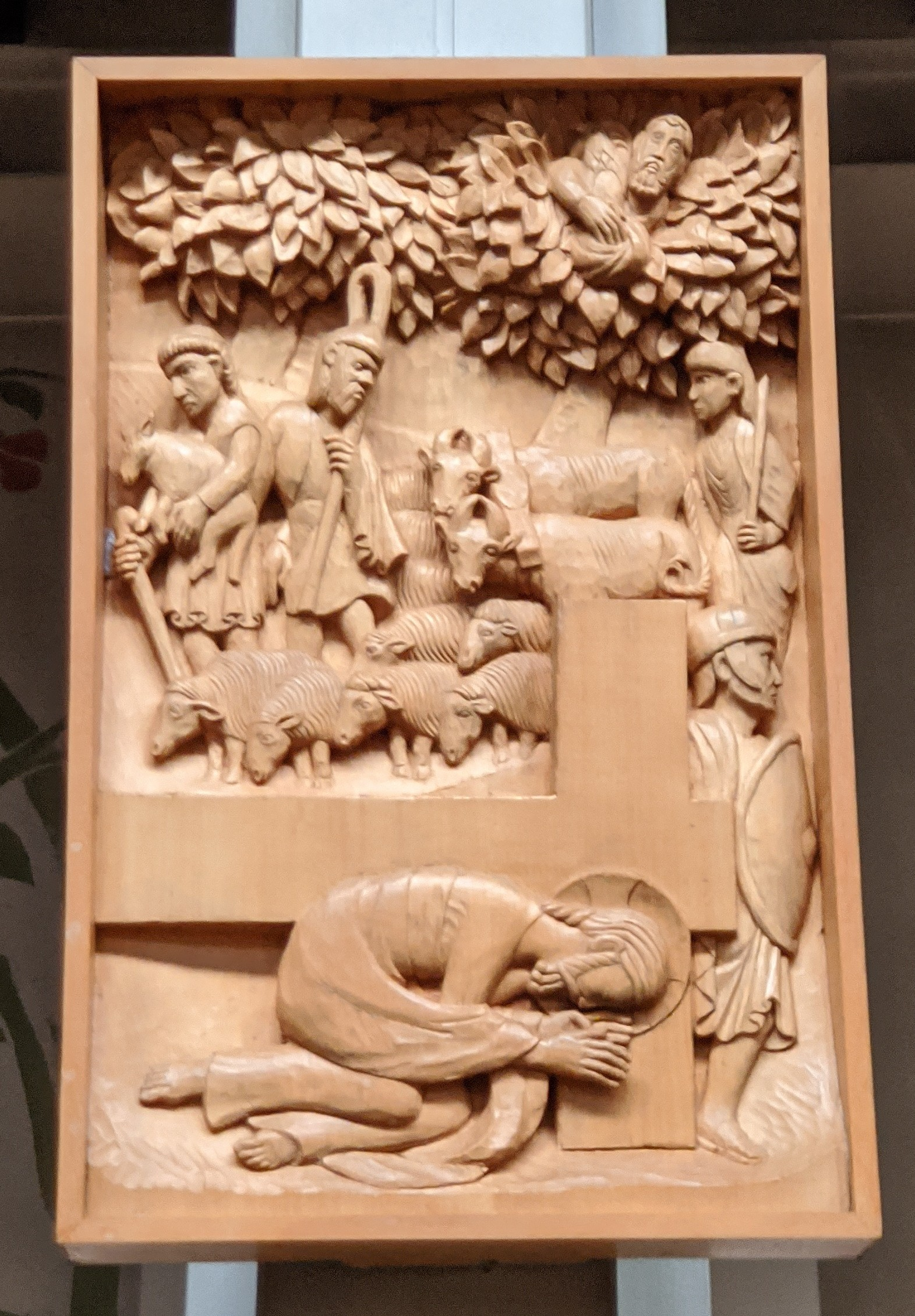
Neuvième station.
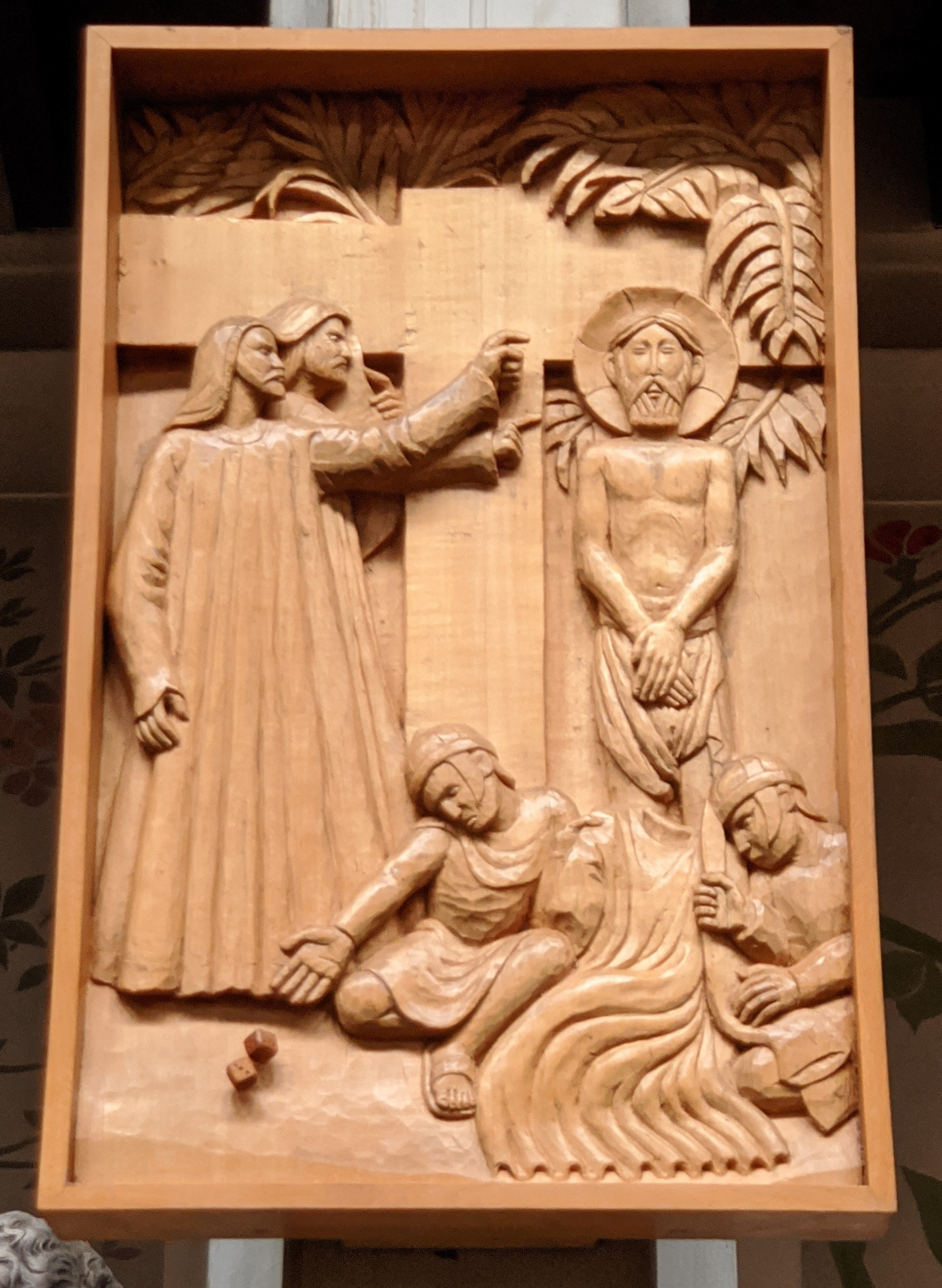
Dixième station.
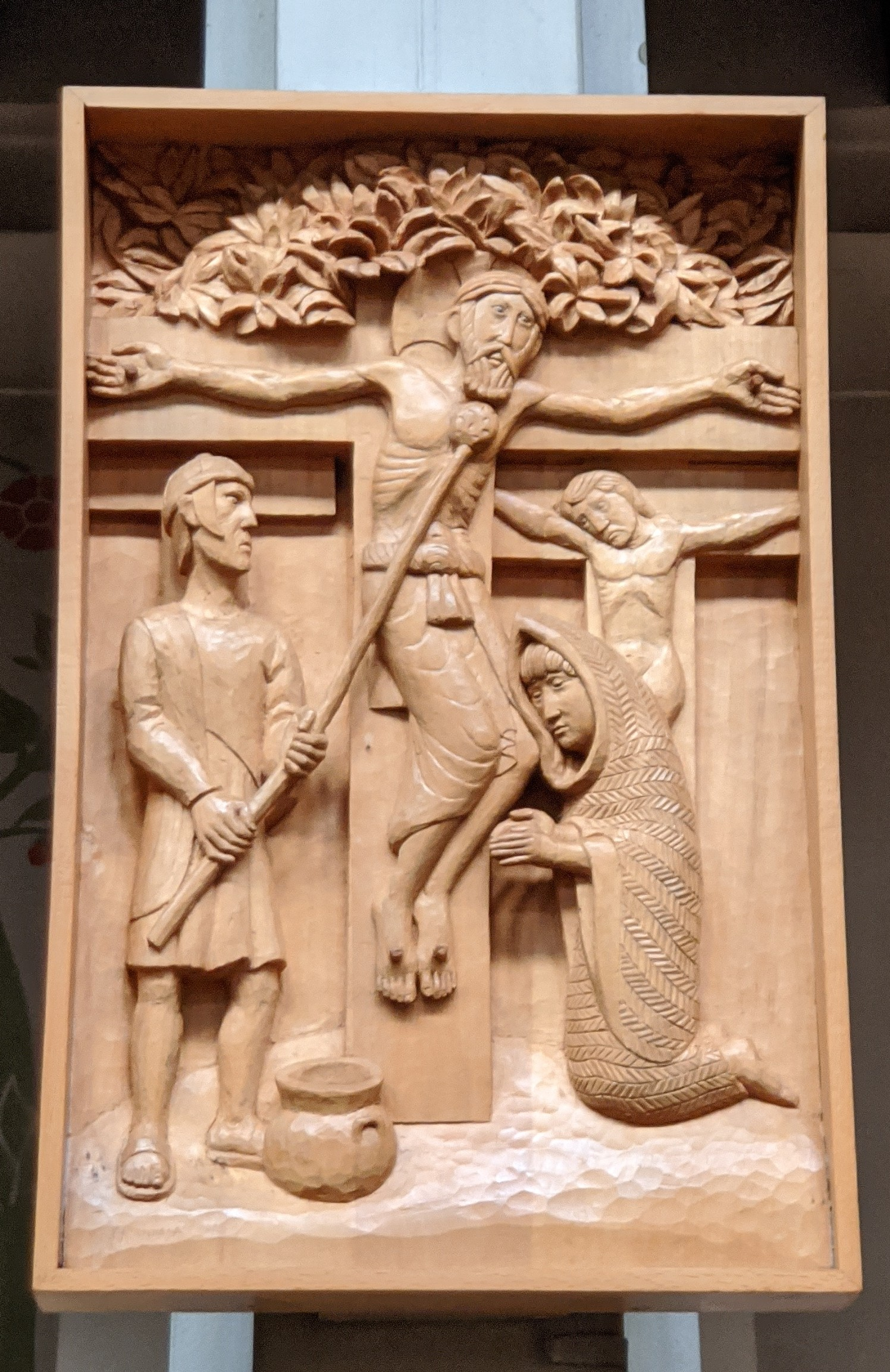
Onzième station.
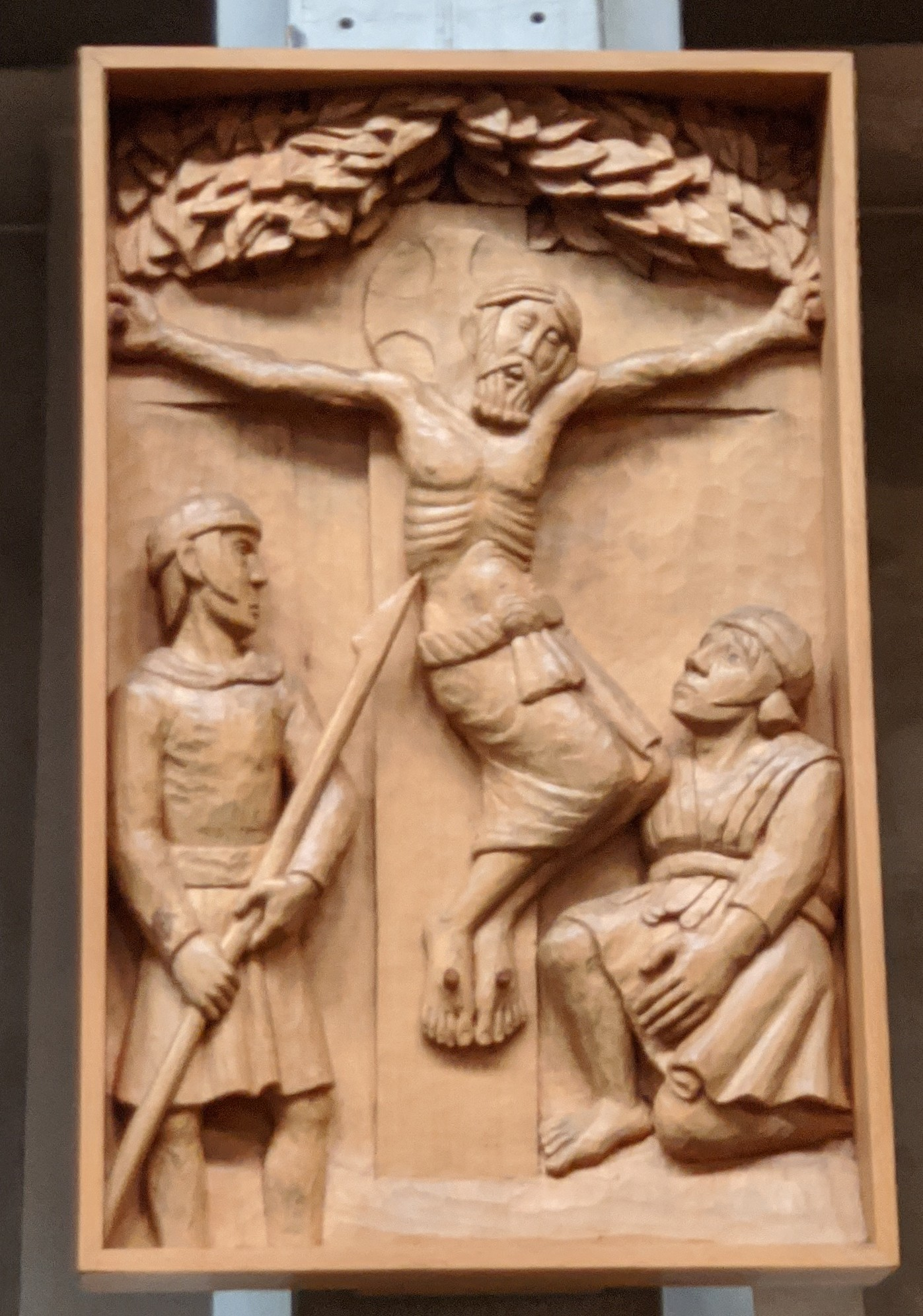
Douzième station.
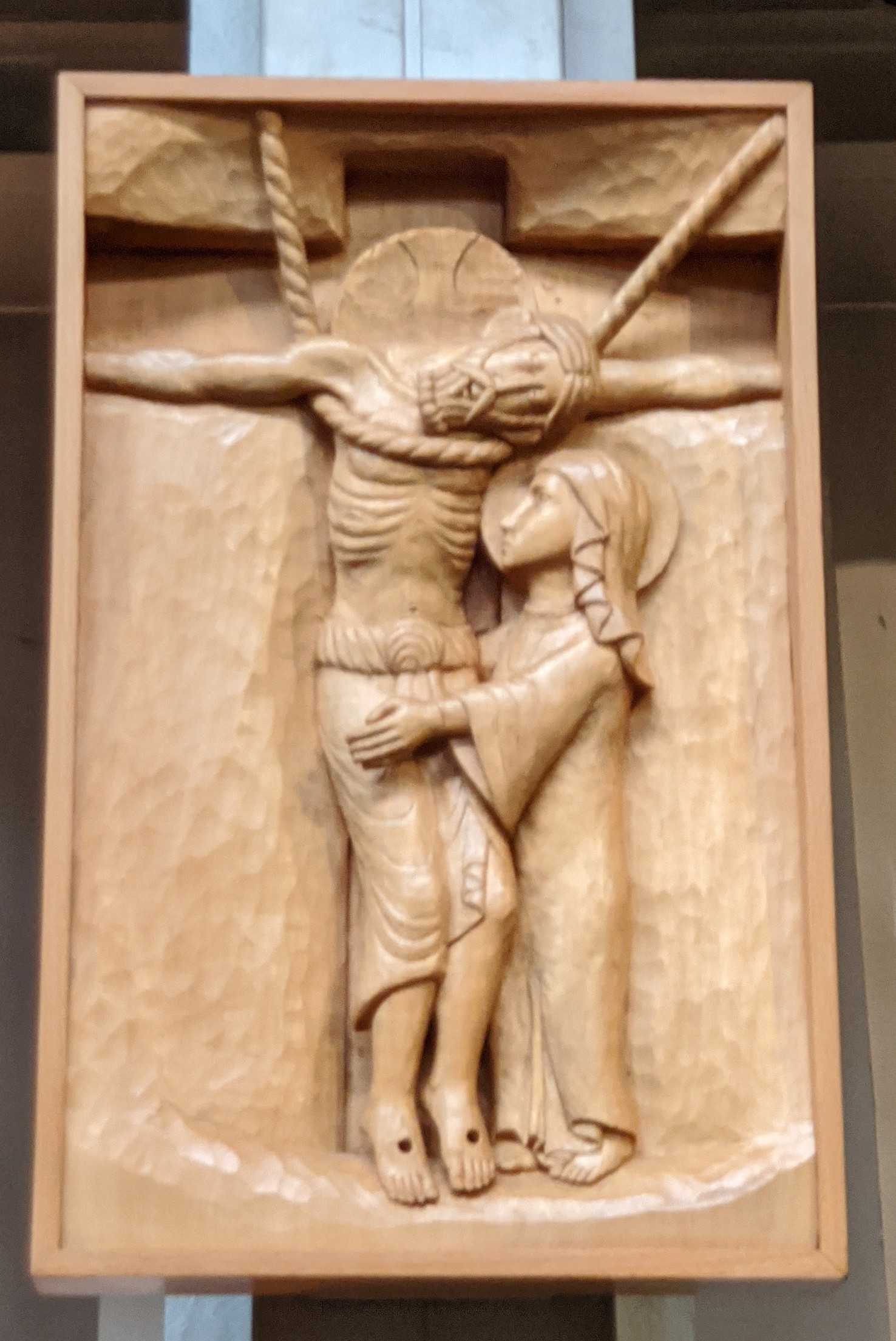
Treizième station.
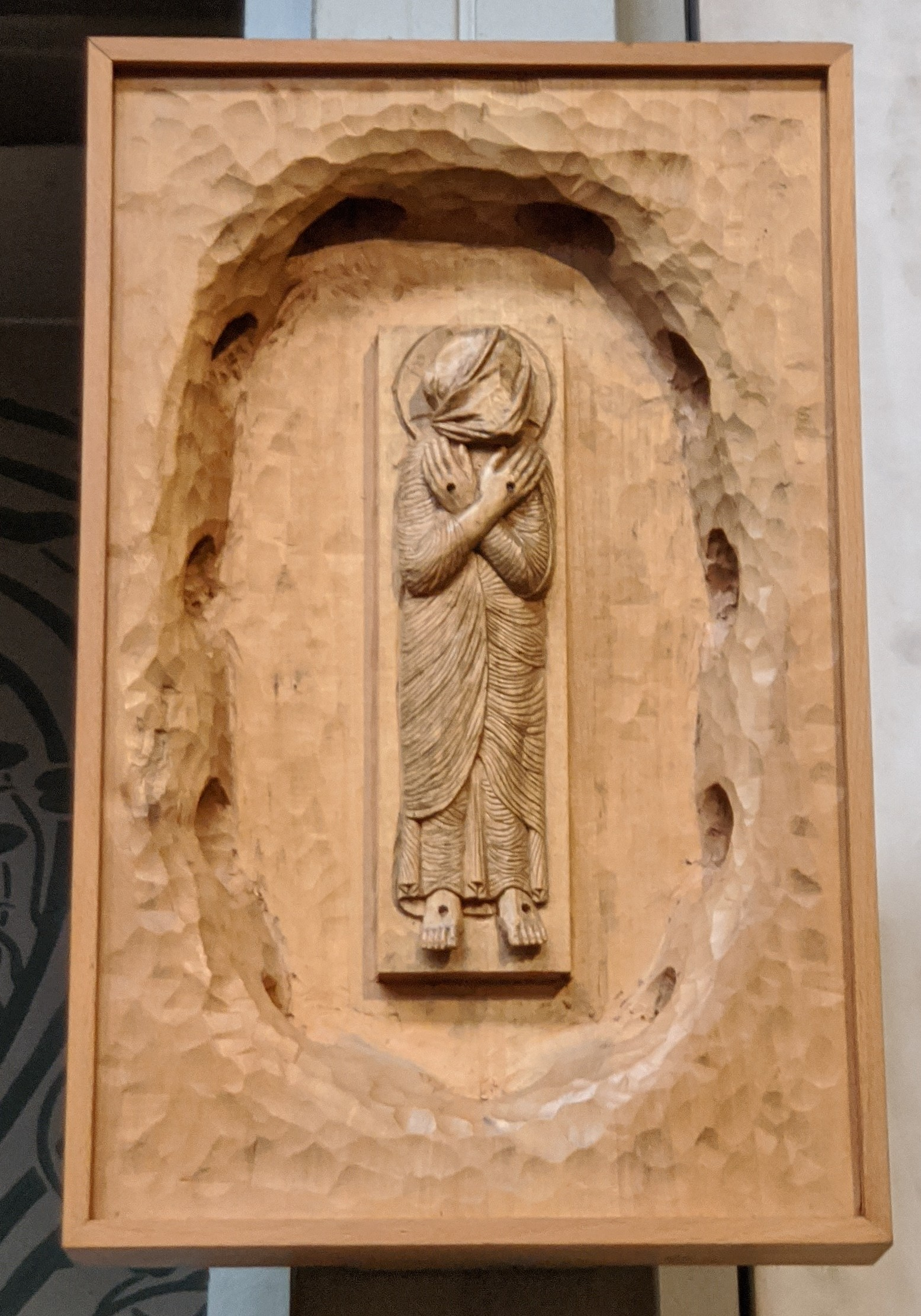
Quatorzième station.

### Tableau de La miséricorde divine de Jésus
Conformément à la demande que la religieuse Faustine Kowalska (1905-1938), sainte et mystique polonaise, dit avoir reçue de Jésus, et sur la recommandation de Jean-Paul II de transmettre au monde le message de la miséricorde divine, une représentation peinte de la vision de la religieuse dans le Tableau de la Miséricorde, est intronisé solennellement dans l'église le 1er mai 2011[réf. nécessaire], dans la sixième chapelle à gauche de la nef en entrant, la chapelle du Christ où se trouve déjà un crucifix du sculpteur Charles Correia.

### Cloche
À l'issue de la guerre de Crimée, Mac Mahon rapporte cinq cloches de la cathédrale de Sébastopol. Quatre sont données à Notre-Dame de Paris, la cinquième est attribuée par Napoléon III en 1865 à l'ancienne église de Plaisance rue du Texel, puis transférée dans le 'jardin' (en fait le bas-côté extérieur droit de l'église) de Notre-Dame-du-Travail sur un lourd chevalet de bois ; ce n'est qu'en 1976 qu'est aménagé un portique en béton placé au sommet de la tour d'escalier à droite de la façade pour y suspendre la cloche,.